# HOXD11
HOXD11‏ (Homeobox D11) هوَ بروتين يُشَفر بواسطة جين HOXD11 في الإنسان.